# L'Albera (subcomarca)

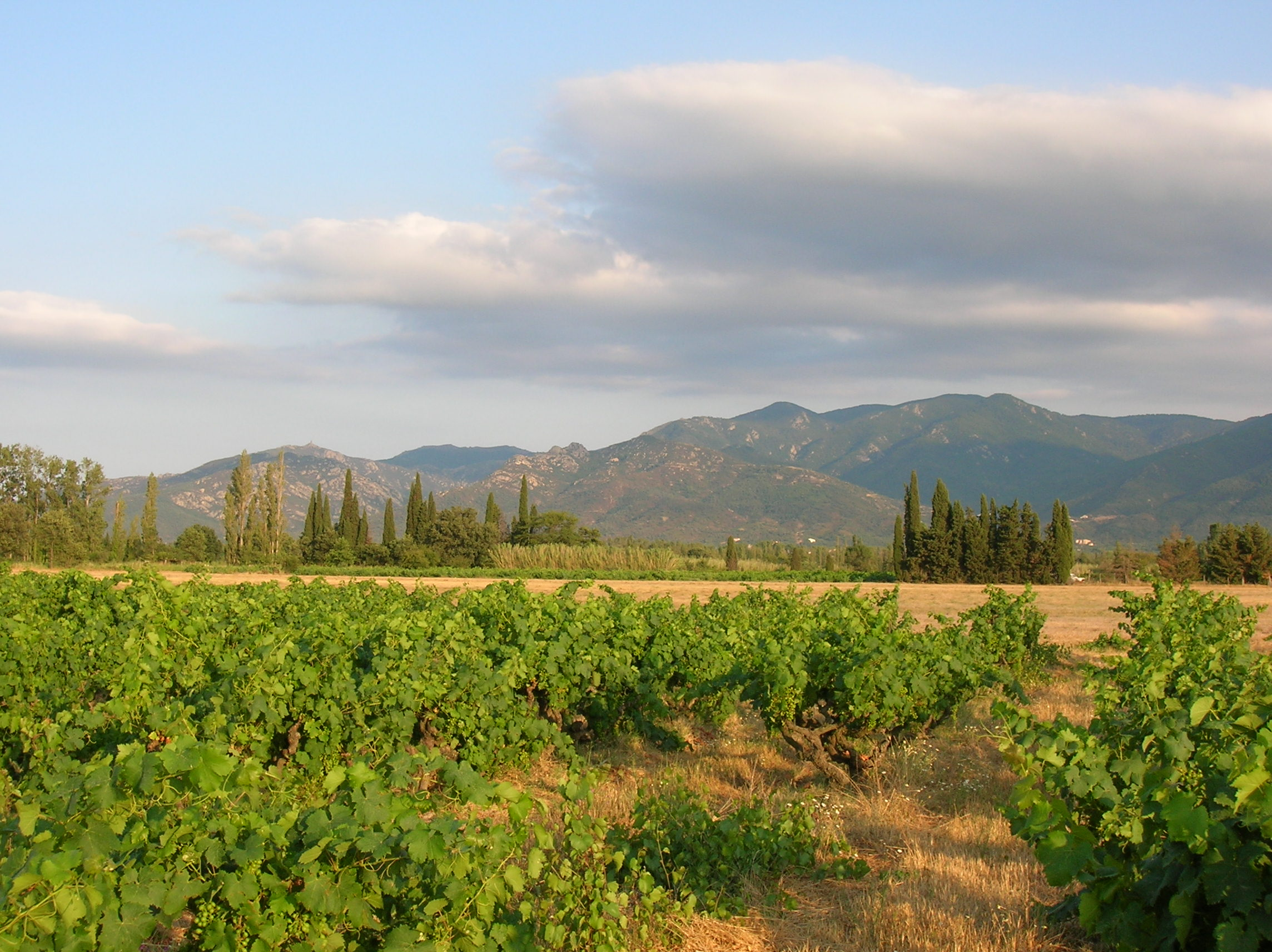
Paisatge vinícola de l'Albera, a prop de Sant Genís de Fontanes

L'Albera és una subcomarca del Rosselló i abasta la part nord-oriental de la Serra de l'Albera fins al darrer tram del riu Tec, fitant al nord amb la Plana de Perpinyà i a l'oest amb el Baix Vallespir. La part costanera, tradicionalment la Marenda, rep el nom turístic de Costa Vermella, nom també emprat pel cantó de Portvendres.

## Municipis de l'Albera

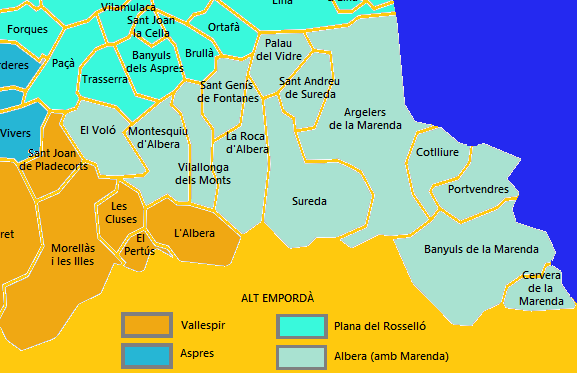
Mapa de l'Albera

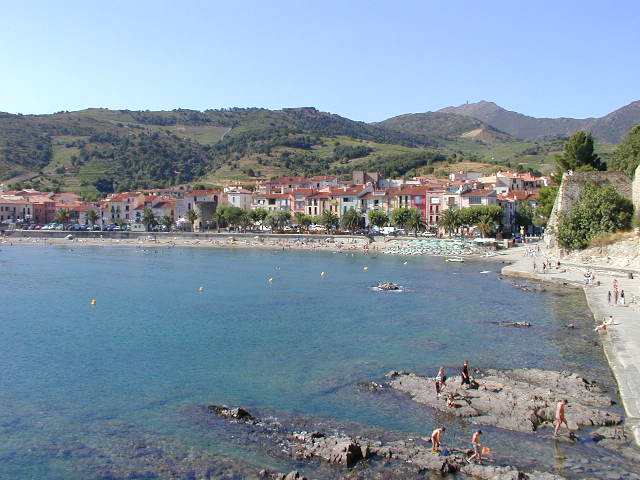
La costa sud de Cotlliure, un dels pobles de la Marenda

l'Albera incorpora les demarcacions administratives antigues dels cantons d'Argelers i Costa Vermella, i els següents municipis:
| Municipi               | Habitants |
| ---------------------- | --------- |
| Argelers               | 9.069     |
| Banyuls de la Marenda  | 4.532     |
| Cervera de la Marenda  | 1.487     |
| Cotlliure              | 2.763     |
| Montesquiu d'Albera    | 824       |
| Palau del Vidre        | 2.117     |
| Portvendres            | 5.881     |
| Roca d'Albera, la      | 1.909     |
| Sant Andreu de Sureda  | 2.519     |
| Sant Genís de Fontanes | 2.419     |
| Sureda                 | 2.699     |
| Vilallonga dels Monts  | 1.069     |
| Voló, el               | 4.428     |
|                        |           |

- Pertanyents al Baix Vallespir, al Cantó de Ceret, Les Cluses, El Pertús i L'Albera poden ser considerats inclosos dins de l'Albera. El Voló, malgrat pertànyer al Rosselló, també forma part d'aquest cantó.